# Jan Tiray
Jan Tiray (23. října 1858 Velká Bíteš – 25. července 1925 Zbraslav) byl učitel, hudebník a autor spisů z oboru historie, zeměpisu, vlastivědy a pedagogiky.

## Život
Po studiu reálného gymnázia absolvoval Učitelský ústav v Brně, kde byl jedním z jeho pedagogů i Leoš Janáček. Jako začátečník učil ve Velké Bíteši na škole při Učitelském ústavu v Brně. Od roku 1889 učil na dívčí měšťanské škole v Telči a roku 1891 zde byl ředitelem. V letech 1902-1919 působil jako kustod telčského městského muzea. Za 42 let své učitelské kariéry zavedl mnoho novinek, pořádal přednášky pro učitele a vylepšoval výuku. Mimo jiné se stal průkopníkem výchovných koncertů pro mládež. 1. ledna 1908 byl jmenován c.k. okresním školdozorcem pro školní okres Třebíčský.

## Dílo
Bohatá byla také jeho publikační činnost. Napsal více než dvě desítky knih, z nichž nejvýznamnější je metodická publikace Vyučování zeměpisu na školách národních. Mezi jeho ostatní pedagogicky zaměřené práce patří: Žákovská knihovna, Duch vyučování, Vyučuj zajímavě atd. Také se zaměřil na psaní rozsáhlých článků s historickou tematikou, které byly publikovány v řadě časopisů. Pro region Vysočina jsou významná hlavně díla jako Telecký okres (1913), Pojmenování náměstí a ulic v Telči (1898). Napsal i stať Telč do Ottova slovníku naučného.
Tiray se také hodně věnoval hudbě. V Telči vedl chrámový sbor. Napsal trojdílný Zpěvník pro žactvo škol středních. Byl autorem písní, koled a klavírních skladeb. Prosadil se také jako muzejník, když pro telčské muzeum vypracoval první evidenční systém sbírek. Za svou pedagogickou a muzejní činnost byl vyznamenáván už za svého života.
Jan Tiray zemřel 25. července roku 1925 v Praze a pohřben byl do rodinné hrobky ve Velké Bíteši.